# Jardinier à nuque rose
Chlamydera nuchalis
Espèce
Statut de conservation UICN

 LC  : Préoccupation mineure
Le Jardinier à nuque rose (Chlamydera nuchalis) est une espèce de passereaux appartenant à la famille des Ptilonorhynchidae. Elle est endémique de l'Australie.

## Distribution
Elle correspond globalement à la ceinture de la forêt tropicale du nord du Territoire du Nord et du Queensland, des environs de la Terre de Dampier, à l’ouest, jusqu’au sud de la ville de Mackay, à l’est. Iles Melville et Bathurst au nord-ouest de la Terre d’Arnhem et Groote Eylandt à l’est. Ile Mornington dans le golfe de Carpentarie et île du Prince de Galles au nord-ouest de la péninsule du Cap.

## Sous-espèces
- C. n. nuchalis (Jardine & Selby, 1830) : nord du Territoire du Nord et extrême nord-ouest du Queensland avec les îles adjacentes.
- C. n. orientalis Gould, 1879 : Queensland sauf l’extrême nord-ouest.

## Habitat
Le jardinier à nuque rose habite les forêts d’eucalyptus, les boisements et les bosquets riverains, les bordures de mangroves et les lisières de forêts exposées à la mousson. Il visite aussi les zones suburbaines et leurs jardins, généralement à proximité de l’eau, entre 0 et 600 m. Les berceaux sont construits à l’ombre des buissons ou à l’abri de la végétation riveraine donnant sur des espaces ouverts, dans des parcs, des jardins, des terrains de football et même sur les toits des bâtiments pourvus d’une végétation protectrice à proximité (Frith & Frith 2009).

## Alimentation
Elle se compose de fruits, fleurs, graines, nectar et légumes verts, les figues (Ficus) constituant une part importante de l’alimentation frugivore. Des insectes et des restes de repas humains sont également consommés. Les oisillons sont essentiellement nourris d’invertébrés (surtout de sauterelles), secondairement de fruits (Frith & Frith 2009).
Ottaviani (2014) a rapporté, photos à l’appui, la consommation de fleurs de Bauhinia cunninghamii, fabacée ; de baies du palmier Archontophoenix cunninghamia, arécacée et de baies d’Alphitonia excelsa, rhamnacée.

## Construction du berceau
Le mâle choisit généralement une petite aire ombragée, souvent sous des arbres à branches retombantes ou au pied de buissons épais. La présence, en ces lieux, d’un nouveau berceau parmi d’autres plus anciens suggère que cette aire de parade est utilisée depuis plusieurs années (Gilliard 1969).

## Décoration du berceau
Elles sont nombreuses et variables selon les régions. Les décorations classiques sont les coquilles d’escargots et les os de mammifères, les feuilles et les fruits verts avec quelques objets humains de couleur rouge. Les éléments décoratifs d’origine humaine sont, bien sûr, plus fréquents à proximité des habitations ; des morceaux de marbre et des fleurs artificielles sont prélevés au voisinage des cimetières ; des capsules de bouteilles, des stylos, trombones et autres fournitures de bureau sont collectés sur les campus universitaires ; des douilles de balles et de cartouches sont ramassées sur les camps militaires ; de petits ustensiles en plastique près des ateliers et, enfin, des coquillages et des morceaux de corail en bordure de mer. Certains individus entrent même dans les maisons à la recherche de nourriture et en ressortent avec des clés et des bijoux que les propriétaires retrouvent parfois sur les berceaux (Frith & Frith 2009). Le mâle peint la partie basse des rameaux intérieurs en déplaçant de haut en bas son bec contenant une substance collante obtenue en mélangeant de la pulpe de fruits à de la salive mais sans coloration particulière (Gilliard 1969).
Ottaviani (2014) s’est attaché à compléter la liste des éléments décoratifs émanant de mon observation personnelle ou après avoir passé en revue différentes photos et vidéos disponibles sur Internet. Ils sont répartis en éléments naturels : des cailloux gris, des feuilles rouges, des parties de plantes succulentes vertes ; et en éléments artificiels : des capsules de bouteilles rouges, des agrafes en plastique rouges et roses, des couvercles et opercules de boîtes de conserves, des bouts de tissu brillant, des fils en plastique rouges, des bouts de fil de fer, des morceaux de cordes, des boîtes en fer blanc, des soldats de plomb et autres figurines métalliques, des lambeaux de feuilles d’aluminium, des tessons de bouteilles de verre vert, des objets décoratifs d’aquarium, des vis, des billes d’enfants et, dans un cas, un œil de verre…Le poids total des décorations d’un berceau peut atteindre 11 kg et cela peut prendre plus d’un mois à un mâle pour apporter, parfois de relativement loin (deux-trois kilomètres), tous ces éléments décoratifs.

## Comportement constructeur du jeune mâle
Madden (2008) a constaté que, comme chez l’oiseau à berceau satiné, il existe un apprentissage de la construction. On voit parfois des berceaux de qualité médiocre, sans propriétaire attitré, utilisés par plusieurs jeunes esquissant des parades. Il arrive aussi que des jeunes observent un mâle plus âgé en train d’édifier un berceau ou d’y parader. Parfois, ces jeunes construisent, juste à côté du berceau de leur « professeur », une ébauche qui est ensuite détruite. Puis, les apprentis vont construire un véritable berceau à plusieurs centaines de mètres.

## Voix
Le répertoire vocal de l’espèce comprend un cri acide de signalement lancé par le mâle au berceau ainsi que d’autres notes sifflées, raclées, râpées et susurrées. Des imitations de la voix d’autres oiseaux, des miaulements de chat, des aboiements de chien et de nombreux bruits provenant de l’activité humaine ont également été rapportés. L’imitation de cris de prédateurs est émise par le mâle au berceau et la femelle au nid, notamment quand l’homme les approche (Frith & Frith 2009).

## Parade nuptiale
Selon Frith & Frith (2009), elle est assez similaire à celle de l’oiseau à berceau maculé (Chlamydera maculata) et présente les deux phases (centrale et périphérique). Dans la phase centrale, le mâle adopte une posture érigée, affine son plumage et ouvre le bec tout en faisant face à la femelle. Il lance des appels en sortant ostensiblement sa langue. Il sautille en avant, parfois avec une décoration dans le bec. Cette attitude fait souvent suite à une autre posture étirée vers l’avant en face de la femelle, en se contorsionnant et en gonflant les plumes de la gorge et du dos. Une autre attitude consiste à saisir un fruit ou une décoration et à présenter sa nuque à la femelle pour exhiber sa crête rose, le plumage affiné et les ailes légèrement abaissées. Lors de la phase périphérique, qui fait généralement suite à celle centrale, il court autour du berceau dans une démarche altière, le plumage affiné ou, au contraire, gonflé, les ailes traînant au sol, la queue relevée et la crête déployée. Ainsi paré, bombant le torse et parfois avec une décoration dans le bec, il lance de puissants sifflements. L’excitation allant crescendo, il transforme cette course en ronds en sautillements toujours en se rengorgeant.

## Nidification
Gilliard (1969) avait décrit le nid comme une coupe peu profonde de brindilles et de rameaux lâchement entrelacés au point de voir les œufs d’en bas. L’intérieur est tapissé de brindilles plus fines et de quelques feuilles. Il contient un et parfois deux œufs vert-olive pâle ou blanc-crème veinés et vermiculés de brun-rouge et de noirâtre sur toute la surface.

## Biologie de reproduction
Endler et al. (2010) ont découvert que les mâles d’oiseaux à berceaux à nuque rose cherchent à obtenir un gradient de tailles lorsqu’ils disposent les éléments décoratifs sur leur berceau, les plus petits placés à l’entrée et, progressivement, les plus gros vers l’extérieur. Ils ont montré, photos à l’appui, que la femelle, positionnée au centre de l’allée, perçoit une certaine uniformité des objets qui semblent tous de taille similaire quand le mâle les dispose lui-même. Quand les chercheurs inversent expérimentalement les tailles des décorations, l’entrée semble comme obstruée et donne une vue désordonnée et peu harmonieuse. Il a ainsi été avancé que ce positionnement des différentes tailles de cailloux induisait une illusion d'optique pour la femelle par rapport au nid. Ce procédé ayant une incidence directe sur la reproduction du jardinier à nuque rose et sa capacité de mâle à séduire une femelle et qu'il participait donc à son mécanisme de sélection intra-spécifique.
Pour autant, peut-on en conclure que la femelle est bien victime d’une illusion d’optique? Je pense, pour ma part, que pour déterminer si ces oiseaux à berceaux utilisent l’illusion d’optique, il conviendrait d’en savoir davantage sur leurs sensibilités visuelles. Plusieurs auteurs ont démontré que les pigeons perçoivent la plupart des illusions optiques comme les humains. J’ai moi-même vu un mâle d’oiseau à berceau à nuque rose passer de longs moments dans l’allée de son berceau, observant sa cour du point de vue qui sera ensuite celui de la femelle. Puis il s’en va déplacer quelques cailloux, revient dans l’allée pour voir le résultat et ainsi de suite. Il semble donc que l’oiseau place les cailloux plus ou moins au hasard, par essai et erreur, puis il réajuste leur disposition jusqu’à ce que le résultat paraisse satisfaisant. Je pense donc que l’illusion d’optique peut s’inscrire dans un processus plus général de berceaux devenant de plus en plus attractifs pour les femelles, ce phénomène s’expliquant aisément par la sélection sexuelle. Les autres critères évoqués par les autres auteurs (symétrie, harmonie et qualité du berceau, richesse des décorations, aptitude vocale, intensité de la parade) sont tout aussi importants. En effet, les berceaux peu pourvus de ces caractéristiques sont rarement le théâtre de parades nuptiales (Ottaviani 2014).

## Statut, conservation
Selon Frith & Frith (2009), des individus sont toujours tués pour les fruits et les légumes qu’ils prélèvent dans les jardins mais l’espèce est considérée comme commune et n’est donc pas mise en péril. BirdLife International (2013) classe l’espèce en « préoccupation mineure » car elle vit sur un grand territoire et présente des effectifs stables, sans menace notable.

## Bibliographie

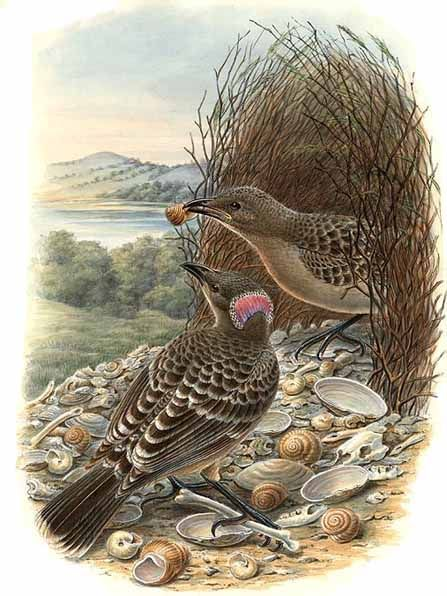
Dessin de Bowdler Sharpe